# Derevnisxi
Derevnisxi (en rus: Деревнищи) és un poble de l'óblast de Vladímir, a Rússia, segons el cens del 2010 tenia 41 habitants. Pertany al districte municipal de Mélenki.